# Jose Diokno
José W. Diokno (Manilla 26 februari 1922 – Quezon City, 27 februari 1987), ook gekend als "Ka Pepe", was een prominent Filipijns nationalist, mensenrechtenadvocaat en politicus. Diokno was een jaar lang minister van justitie in het kabinet van Diosdado Macapagal. Van 1963 tot 1972 was hij lid van de Filipijnse Senaat. Nadat president Ferdinand Marcos de staat van beleg uitriep hielp Diokno met de door hem opgerichte Free Legal Assistance Group (FLAG) vele mensenrechtenslachtoffers van het regime. Na de val van Marcos was Diokno voorzitter van de Presidentiële Commissie voor de Mensenrechten en leidde hij tot vlak voor zijn dood de vredesonderhandelingen namens de regering Aquino met opstandige groeperingen in de Filipijnen.

## Biografie

### Vroege levensloop
Jose Wright Diokno werd geboren op 26 februari 1922 in de Filipijnse hoofdstad Manilla. Zijn vader was Ramon Diokno, een senator en rechter van het Filipijns hooggerechtshof, en zijn moeder Leonor Wright, een Filipijnse met een Amerikaanse vader. Jose's grootvader van vaders zijde was Ananias Diokno, een generaal die ten tijde van de Filipijnse revolutie, die in 1898 grote delen van het eiland Panay veroverde op de Spanjaarden.
Diokno groeide op in Manilla en bleek een uitzonderlijke student. Nadat hij in 1937 als beste van zijn jaar (valedictorian) zijn middelbareschoolopleiding aan het De La Salle College, Manilla, had afgerond begon hij aan een studie handel aan dezelfde onderwijsinstelling. Op 18-jarige leeftijd studeerde hij summa cum laude af en slaagde hij tevens met het beste resultaat van zijn jaar voor het accountancy-examen. Aansluitend begon hij met een studie rechten aan University of Santo Tomas. De uitbraak van de Tweede Wereldoorlog onderbrak zijn studie echter. Tijdens de oorlog studeerde hij echter verder als stagiair op het kantoor van zijn vader. In 1944 kreeg hij dispensatie van het Hooggerechtshof van de Filipijnen om zonder zijn opleiding afgerond te hebben, deel te nemen aan het toelatingsexamen voor de Filipijnse balie, het bar exam. Met zijn resultaat van 95,3% was hij samen met Jovito Salonga de beste van dat jaar.

### Advocaat en minister van justitie

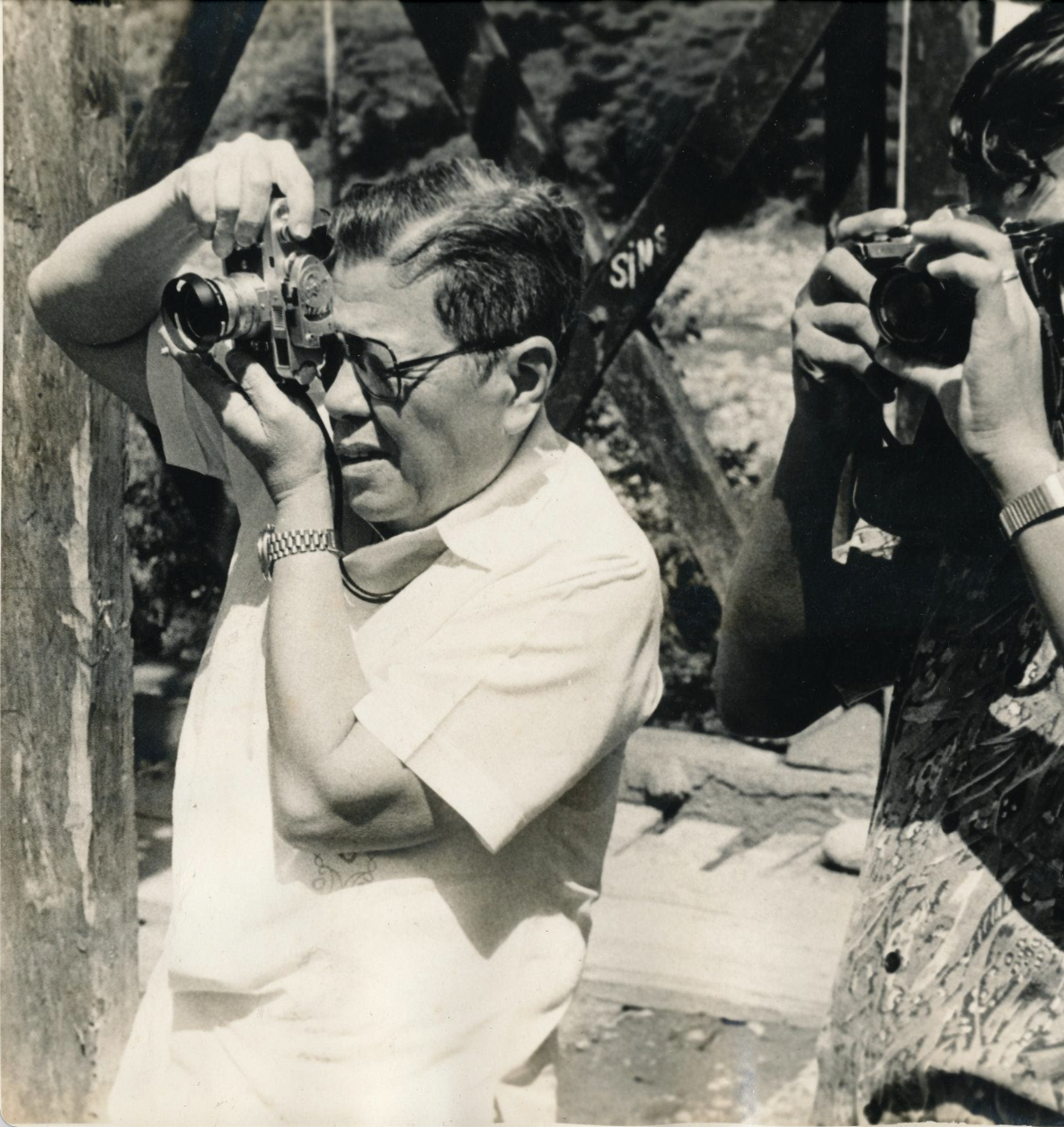
Jose W. Diokno, een geweldige fotograaf

Na de oorlog begon Diokno het advocatenkantoor Diokno & Sison en was hij jarenlang werkzaam als advocaat. Met diverse prominente rechtszaken verwierf hij een goede reputatie in de advocatuur. Zo won hij een beroep tegen een verkiezingsuitslag van zijn vader Ramon Diokno. Ook verdedigde hij Arsenio Lacson, de burgemeester van Manilla, met succes tegen een aanklacht wegens smaad. Naast zijn werk als advocaat was Diokno ook docent aan onder meer de Far Eastern University. In 1958 werd Diokno benoemd in een speciale commissie die onderzoek deed naar misstanden op het Ministerie van Financiën onder leiding van president Carlos P. Garcia, en daarvoor, president Ramon Magsaysay; Enige tijd later werd hij bovendien opgenomen in een andere commissie die onderzoek deed naar onrechtmatig handelen door het Bureau of Supply, ook onder leiding van president Garcia. In 1961 werd Diokno, ondanks het feit dat hij lid was van de oppositiepartij Nacionalista Party werd hij door president Diosdado Macapagal aangesteld als minister van justitie. In die hoedanigheid beval hij in maart 1962 een inval bij de Amerikaanse zakenman Harry Stonehill. Stonehill werd verdacht van belastingontduiking en omkoping. Toen duidelijk werd dat Stonehill ook regeringsleden had omgekocht voorkwam president Macapagal verder onderzoek naar de zaak door de Amerikaan het land uit te zetten. Ook werd Diokno in mei 1962 gedwongen om zijn ontslag in te dienen.

### Senator

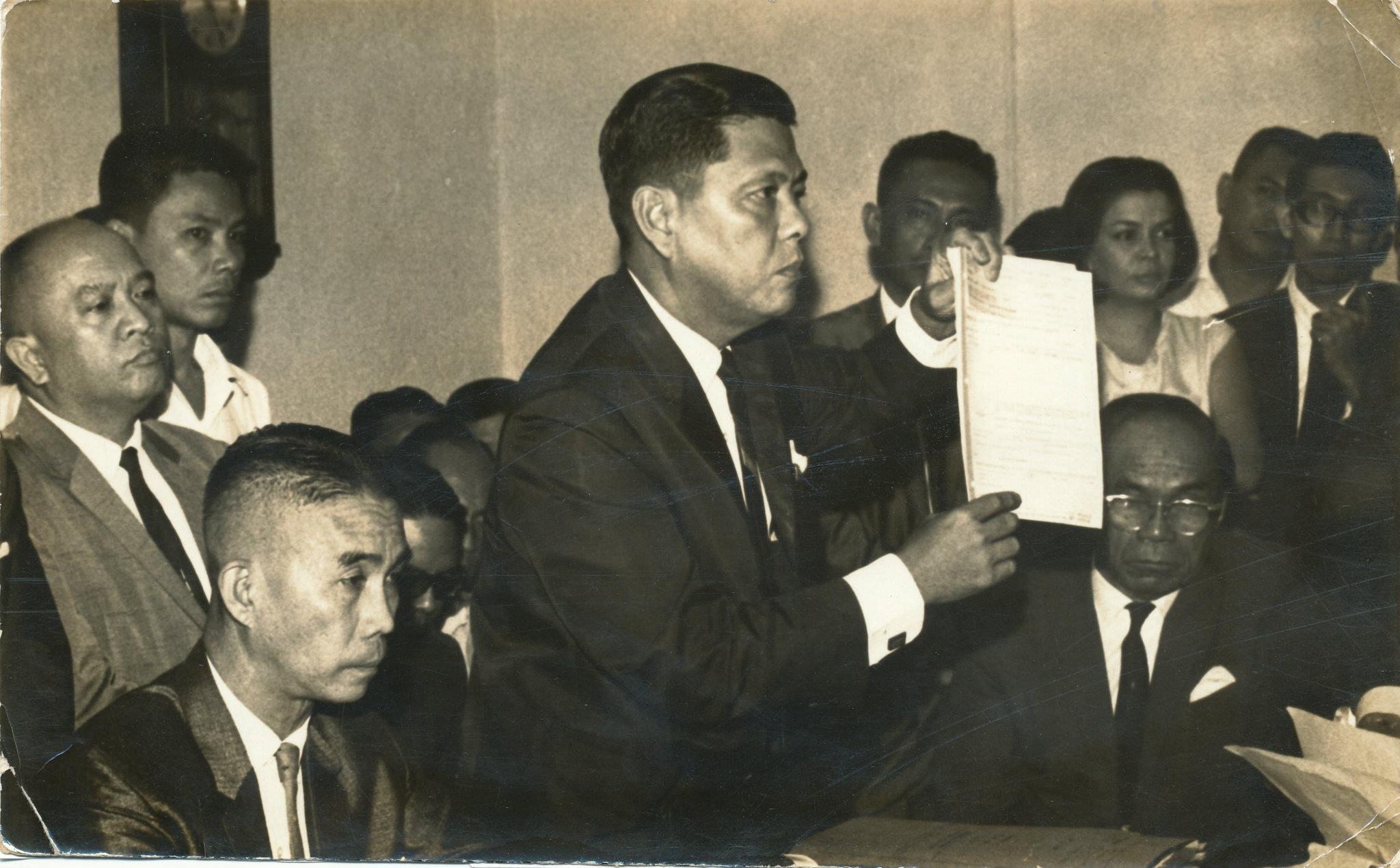
Sen. Jose W. Diokno

Kort daarna werd Diokno opgenomen op de kandidatenlijst van de Nacionalista Party voor de Senaatsverkiezingen van 1963. Bij deze verkiezingen eindigde hij op de derde plek, ruim voldoende voor een van de acht beschikbare zetels in de Senaat. Bij de verkiezingen van 1969 werd hij herkozen voor een nieuwe termijn van zes jaar. In de Senaat was Diokno onder meer voorzitter van de Senaatscommissie voor Economische Aangelegenheden. Van 1967 tot en met 1970 werd Diokno elk jaar door de Philippine Free Press gekozen tot Senator van het jaar. In de Senaat profileerde hij zich met nationalistische standpunten. Diokno benadrukte het belang van economische zelfstandigheid en was tegen de Amerikaanse legerbasissen in de Filipijnen. Ook was hij tegen extra belastingen voor het arme deel van de bevolking en wilde hij juist dat de rijken een groter deel van de lasten zouden dragen. Hij was verantwoordelijk voor diverse wetten, waaronder de Oil Industry Commission Bill, de Economic Investment Incentives Act en Joint Resolution No. 2, waarin het beleid voor economische ontwikkeling en sociale vooruitgang werd vastgelegd. Ook was hij onder meer medeverantwoordelijk voor de Export Incentives Act en de Revised Election Law
Toen president Ferdinand Marcos in september 1971 de habeas corpus-wet opschortte kort na de bomaanslag op Plaza Miranda stapte Diokno uit protest daar tegen uit de Nacionalista Party. In 1972 kwam zijn termijn als senator voortijdig ten einde toen Marcos de staat van beleg afkondigde en het Filipijns Congres ophief. Duizenden politieke tegenstanders werd gearresteerd. Jose Diokno werd als een van de eersten, nog voordat Marcos bekendmaakte dat de staat van beleg afgekondigd was, gevangengenomen en vastgehouden in Fort Bonifacio samen met andere prominente gevangenen onder wie ook Benigno Aquino jr. Na twee jaar gevangenschap zonder dat hij formeel in staat van beschuldiging van gesteld werd Diokno op 11 september 1974 vrijgelaten.

### Mensenrechtenadvocaat

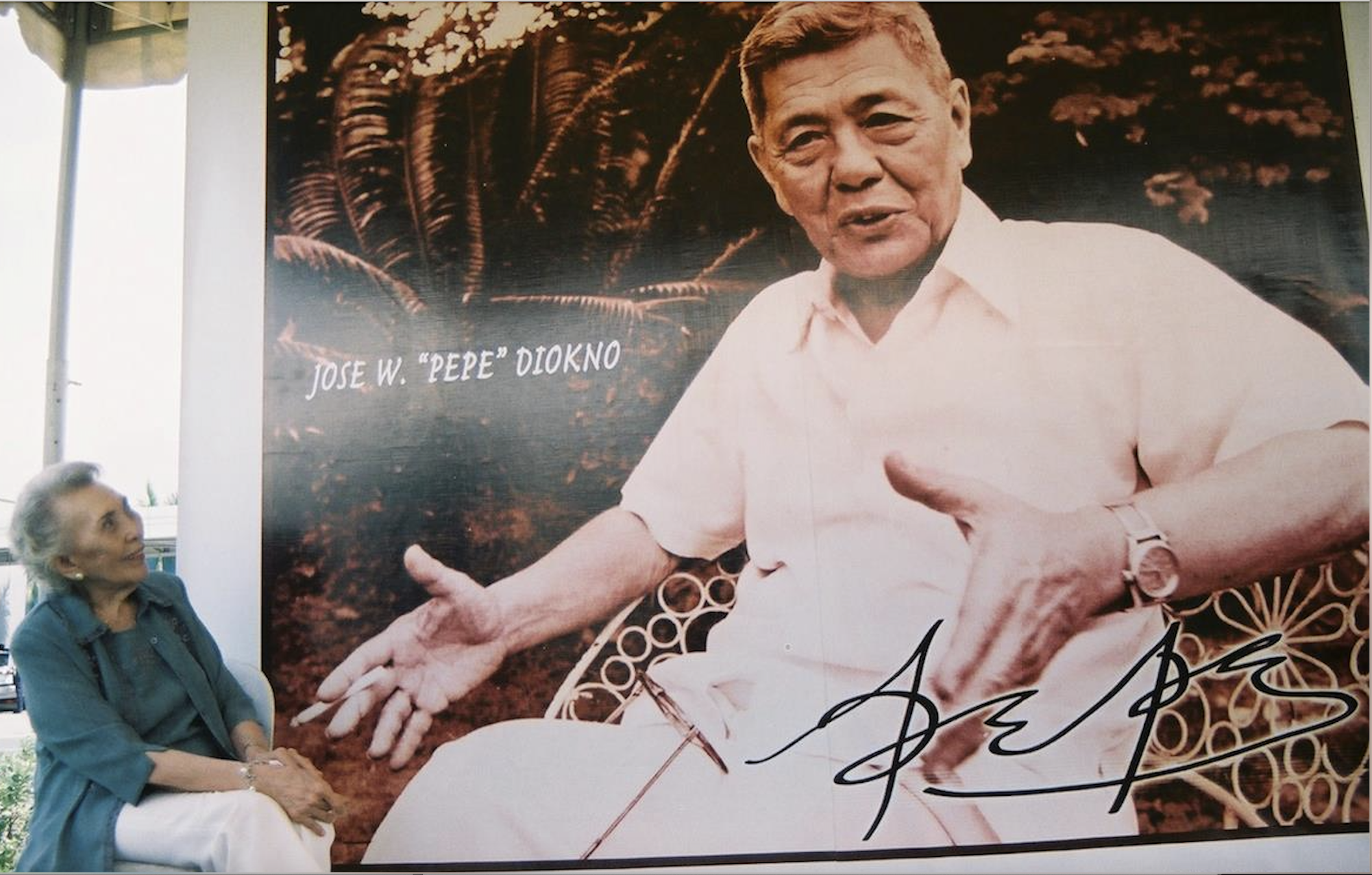
Carmen Diokno kijkend naar haar man

Na zijn vrijlating richtte Diokno in 1975 de Free Legal Assistance Group (FLAG) op. Deze groep advocaten bood in eerste instantie pro bono juridische ondersteuning aan politieke gevangenen van het bewind van Marcos. Later werd de doelgroep uitgebreid tot alle gevangenen die zonder aanklacht werden vastgehouden. Diokno en de andere advocaten van FLAG reisden door het hele land om mensenrechtenslachtoffers bij te staan. Een van de meest prominente zaken die Diokno in deze periode voerde was de zaak van de "Negros Nine". Drie priesters en zes medewerkers van de katholieke kerk in Bacolod werden daarbij aangeklaagd voor de moord op de burgemeester van Kabankalan en vier van zijn medewerkers. Het doel van de aanklacht was om het lokale ontwikkelingswerk in Negros waarbij de negen betrokken waren te frustreren. De aangeklaagden in de zaak, die wereldwijd in het nieuws kwam door de betrokkenheid van twee buitenlandse priesters, werden uiteindelijk in 1984 door de rechtbank vrijgesproken.
Naast zijn activiteiten als mensenrechtenadvocaat was Diokno een van de meest uitgesproken critici van het bewind van Marcos. Samen met Jovito Salonga en Lorenzo Tañada maakte Diokno zich tijdens demonstraties van de oppositie sterk voor het herstel van de democratie. Hij geloofde dat het dictatoriale regime van Marcos op een geweldloze wijze ten val gebracht kon worden. In maart 1983 richtte hij KAAKBAY op. Deze organisatie reageerde op actuele kwesties en droeg alternatieven aan. Na de moord op de vanuit ballingschap terugkerende Benigno Aquino jr. op 21 augustus 1983 was hij een van de drijvende krachten achter de beweging "Justice for Aquino, Justice voor All" (JAJA).
Na de val Marcos door de EDSA-revolutie werd Diokno in 1986 door opvolger Corazon Aquino, de weduwe van Benigno Aquino, benoemd tot voorzitter van het presidentiële comité voor mensenrechten. Hij leidde in het begindagen van het bewind van Aquino bovendien de afvaardiging die namens de regering vredesonderhandelingen voerde met de diverse opstandelingen in het land, totdat zijn gezondheid hem dwong om daarmee te stoppen. Na het bloedbad van Mendiola op 22 januari 1987, waarbij 19 boeren het leven lieten, nam Diokno uit protest tegen het optreden van de regering ontslag als voorzitter van het comité voor mensenrechten.
Ruim een maand later stierf José Diokno op 65-jarige leeftijd aan de gevolgen van kanker. Diokno was getrouwd met Carmen Icasiano met wie hij tien kinderen kreeg.

### Boeken
- Wilfredo P. Valenzuela, Know Them: A Book of Biographies, Volume 3, Dotela Publications, Manilla (1968)
- D. H. Soriano, Isidro L. Retizos, The Philippines Who's who, 2nd ed. Who's Who Publishers, Manilla (1981)
- Asuncion David Maramba, Six Modern Filipino Heroes, Anvil Publishing Incorporated (1993)
- Artemio R. Guillermo, Historical Dictionary of the Philippines, The Scarecrow Press, Inc., Lanham (2011)

### Websites
- Chan Robles Law Firm, Lijst met Filipijnse advocaten - D, Chan Robles Law Firm (geraadpleegd op 7 april 2014)
- Profiel Jose W. Diokno, Filipijnse Senaat (geraadpleegd op 7 april 2014)
- kabinetsleden van Diosdado Macapagal, Presidential Museum & Library (geraadpleegd op 7 april 2014)

- Gemeinsame Normdatei: 170224341
- International Standard Name Identifier: 0000 0000 8418 1363
- Library of Congress Control Number: n83005521
- Nederlandse Thesaurus van Auteursnamen: 074428241
- Virtual International Authority File: 3839529
- WorldCat: E39PBJmTmtMHDgK3kX3DW4hrbd